# Cierva C.6
O Cierva C.6 foi o sexto autogiro projetado pelo engenheiro Juan de la Cierva e o primeiro a percorrer uma distância considerada "grande". 

## Visão geral
Cierva, o engenheiro responsável pela invenção do autogiro, gastou todos os seus recursos na pesquisa e criação de seus cinco primeiros protótipos. Assim, em 1923, recorreu ao chefe do Laboratório de Aerodinâmica de Cuatro Vientos, Comandante Emilio Herrera, que conseguiu convencer o general Francisco Echagüe, diretor do Departamento de Aeronáutica da Aviação Militar, a assumir a segunda etapa da pesquisa e desenvolvimento dos autogiros da Cierva.
Após vários testes em túnel de vento, a "Military Aviation" construiu um autogiro Cierva C.6 em um quadro Avro 504. Esta máquina, pilotada pelo capitão Joaquín Loriga Taboada, fez três voos, todos em março de 1924. Um desses voos, a viagem de oito minutos do aeródromo de Cuatro Vientos ao aeródromo de Getafe (10,5 km ou 6,5 milhas), foi considerado passo gigantesco para os autogiros da Cierva.
O protótipo Cierva C.6 foi equipado com ailerons montados em duas pequenas asas, também com profundores e leme. Esse esquema completo de controle de três eixos era necessário porque o piloto tinha apenas controle limitado sobre o rotor. Apenas a hélice dianteira era acionada, então esta aeronave não poderia pairar e poderia perder o controle em baixa velocidade. O rotor do eixo vertical girava livremente; quanto mais rápido o autogiro voasse, mais rápido o rotor giraria e maior a sustentação seria produzida.
Uma réplica do Cierva C.6 foi construída para ser exibida no pavilhão de Múrcia na Exposição Universal de Sevilha de 1992. Essa réplica pode ser vista agora no Museo del Aire (Espanha), Cuatro Vientos, Madrid, Espanha.

## Variantes

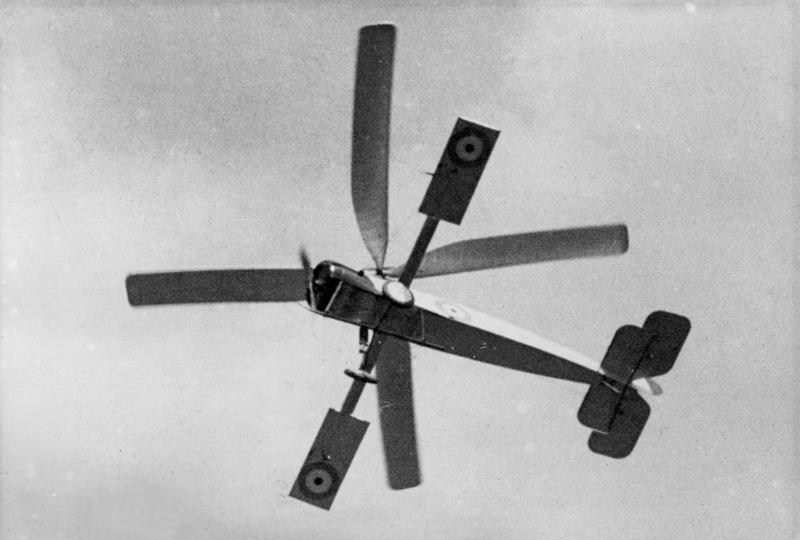
O Cierva C.6 em voo.

Cierva C.6
Protótipo.
Cierva C.6A
Alimentado por um motor de pistão giratório Le Rhône 9Ja de 110 hp (82 kW).
Cierva C.6B
Pequenas melhorias.
Cierva C.6C
Alimentado por um motor de pistão giratório Clerget 9B de 130 hp (97 kW). Construído no Reino Unido como Avro Type 574.
Cierva C.6D
Alimentado por um motor de pistão giratório Clerget 9B de 130 hp (97 kW). Construído no Reino Unido como o Avro Type 575.

## Especificações (C.6)
Dados de: "Museo del Aire"
Descrições gerais
- Tripulação: 1 piloto
- Capacidade: 1 passageiro (opcional)
- Comprimento: 9 m (30 ft)
- Diâmetro do rotor(es): 10 m (33 ft)
- Peso bruto (carregado): 900 kg (1 980 lb)

Motorização
- Número de motores: 1x
- Tipo do motor: Le Rhône 9J giratório de 9 cilindros a pistão
- Descrição do propulsor/hélice: Hélice de madeira de 2 pás

Performance
- Velocidade máxima: 100 km/h (62,1 mph)